# 子宫外膜
子宫外膜（英語：perimetrium）或称子宫浆膜（serous coat of uterus）是指子宫的外部浆膜，相当于腹部的腹膜。它由腹膜臟層生长而出。